# Tila
Tila – wieś w Estonii, w prowincji Tartu, w gminie Tartu.